# 北宗画
北宗画（ほくしゅうが）とは中国において職業画家による院体画を指す。略して「北画」ともいう。

## 中国
明代の後期に莫是竜や董其昌らによって、南宗画に対する用語として提唱された。唐の李思訓らから始まり、宋の郭煕や馬遠、夏珪らを経て明の戴進らにいたる。「鉤斫之法」（鉄線描、刻画）という力強い描線を特徴とした山水画を描いている。

## 日本
日本では室町時代に雪舟らが北宗画を継承した山水画を描いている。その後、狩野派の絵師たちが北宗画の様式を取り入れ完成させた。明治13年（1880年）、京都府画学校の開校に伴い、幸野楳嶺と鈴木百年が北宗画担当の教授を務めている。